# Benedicta Eriksdotter
Benedicta Eriksdotter, (egentligen Bengta), var en svensk nunna. Hon var den sista abbedissan i Sko kloster i Uppland.
Benedicta omnämns som abbedissa år 1553. Sko kloster hade sedan länge fungerat som en asyl för kvinnor och en skola för flickor och den tilläts kvarstå som sådan även efter reformationen, då nunnorna mot en avgift tilläts leva på en pension från dess före detta egendomar. Klostret försäkrades år 1566 återigen om beskydd och underhåll. Detta år var Bengta Eriksdotter, ännu verksam och "lärde bättre mäns döttrar att läsa, skrifva och sy m. m." 
Det tycks inte vara känt hur länge Benedicta innehade sin position. Ännu år 1588 ska det ha bott nunnor på Sko som levde på underhåll från staten.  